# بابی گولد
 بابی گولد  (به انگلیسی: Bobby Gould) (زاده ۱۲ ژوئن ۱۹۴۶ - کاونتری) بازیکن سابق و مربی فوتبال اهل انگلستان است. وی سابقه عضویت در باشگاه‌های آرسنال و وستهام یونایتد و مربی‌گری در تیم چلسی و وست برومویچ و تیم ملی فوتبال ولز را دارد.